# محطة تحصيل الرسوم

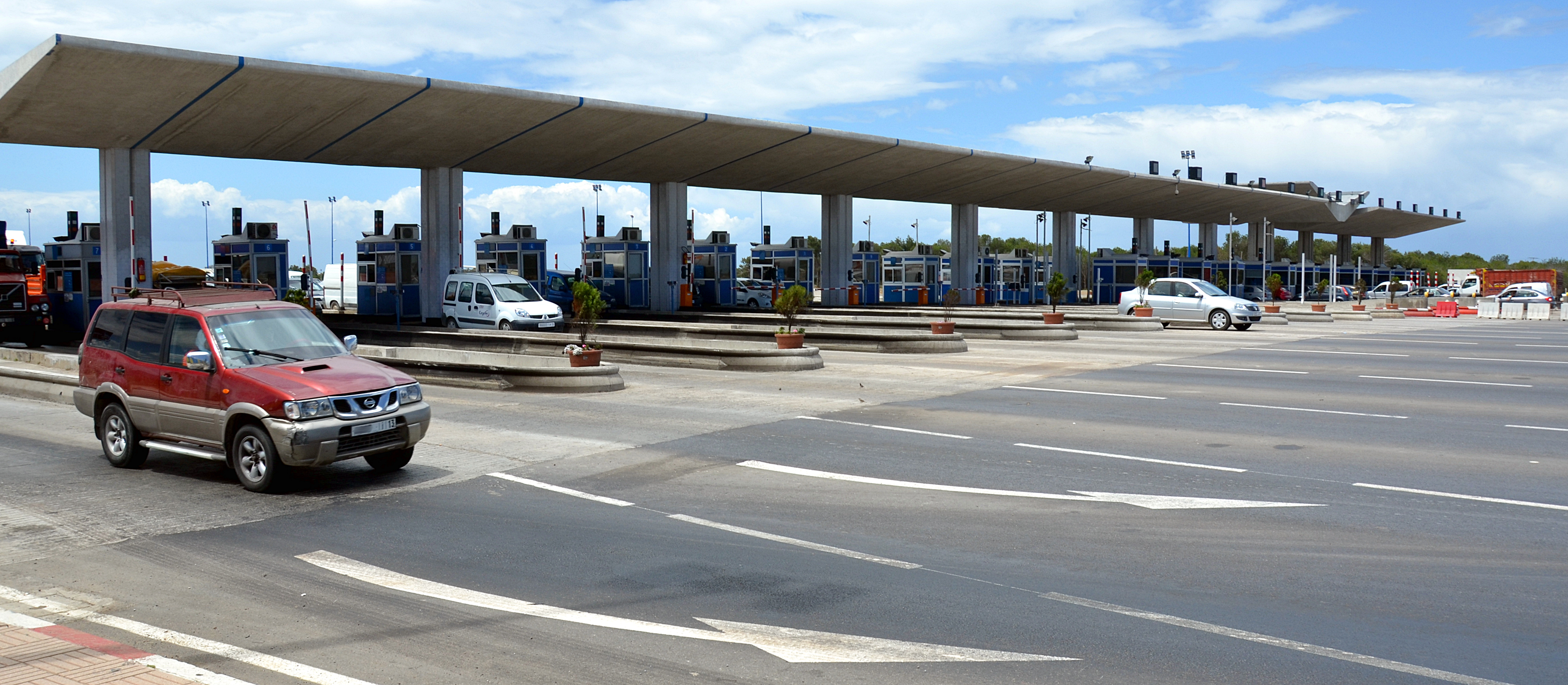
مَأصٍر على طريق الرباط - الدار البيضاء.

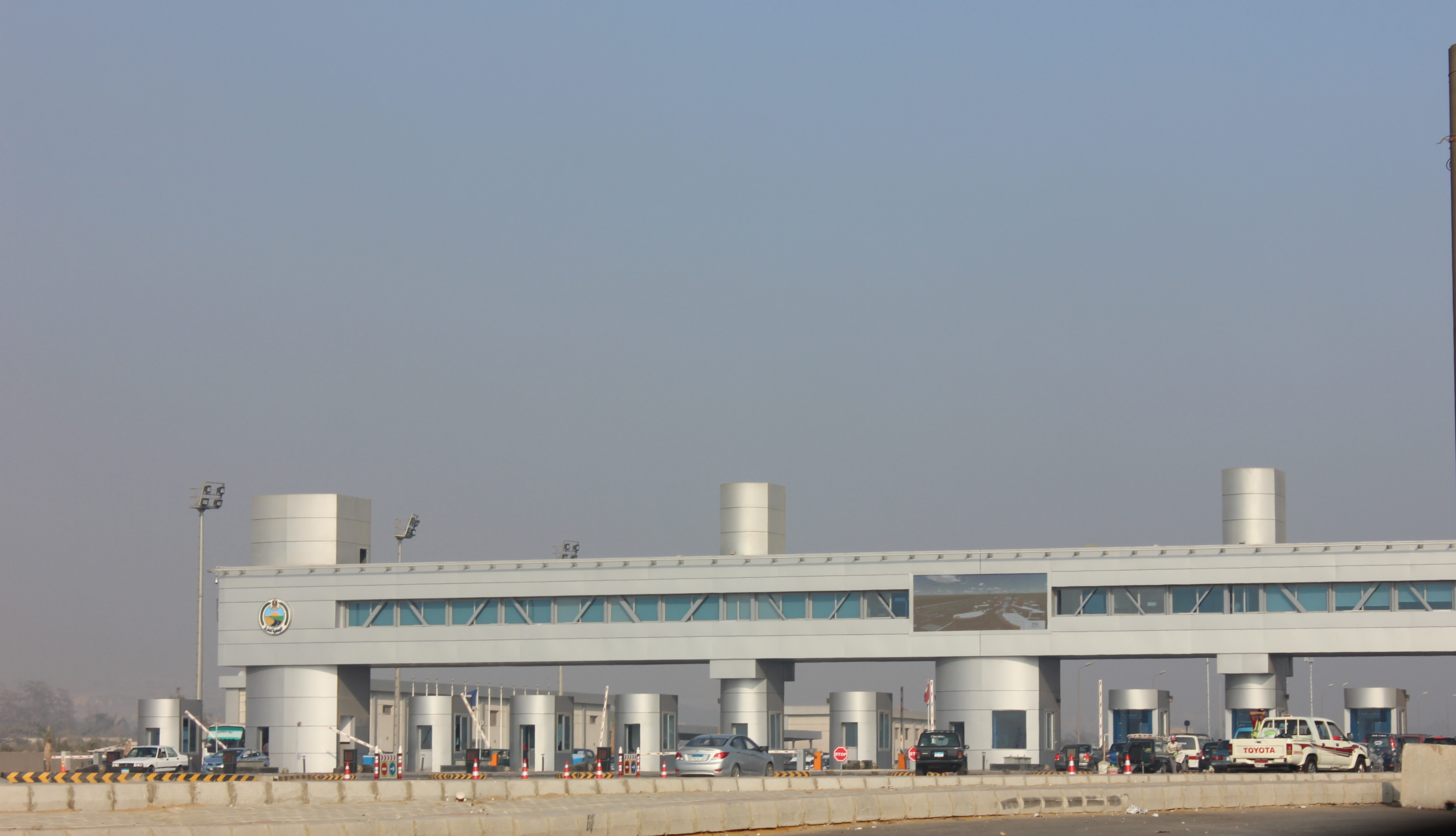
مَأصٍر طريق الإسكندرية الصحراوي.

المَأصِر (جمع: مآصر) أو محطة تحصيل الرسوم (في مصر، حيث تسمى في المغرب محطة أداء وفي تونس محطة استخلاص) حاجز يعترض الطريق برا أو بحرا لتحصيل العشور (الرسوم) من السابلة أو السفن. و قد تكون من السلاسل الغليظة، يشد على عرض النهر و قد كثرت في بعض المدن الساحلية مثل عكا وصور واللاذقية ودمياط ورودس.

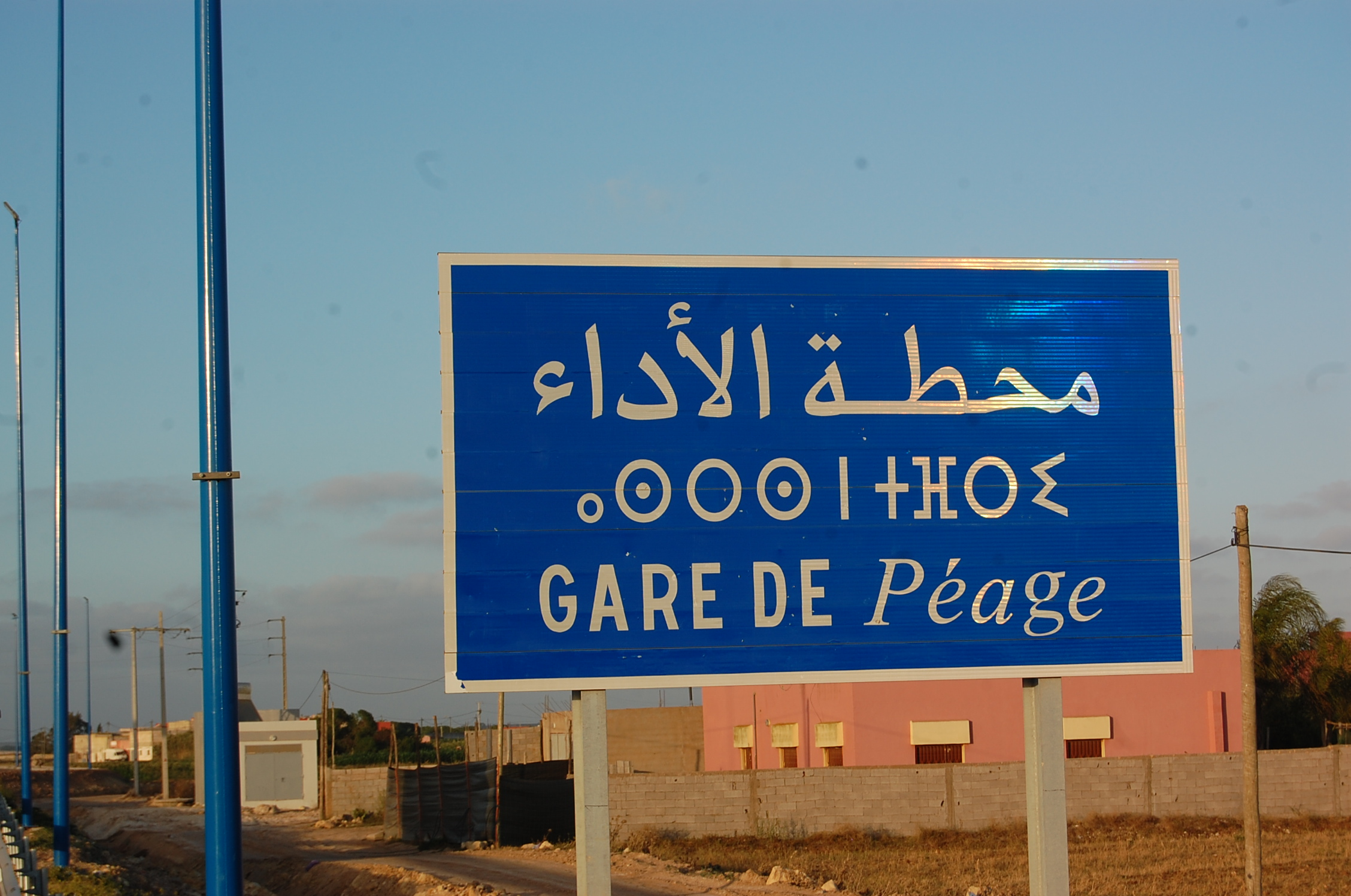